# 史密斯維爾鎮區 (北卡羅萊納州不倫瑞克縣)
史密斯維爾鎮區（英語：Smithville Township）是位於美國北卡羅萊納州不倫瑞克縣的一個鎮區。

## 地方資料
史密斯維爾鎮區的面積為204.60平方千米，皆為陸地。根據2020年美國人口普查的數據，當地共有人口19581人，而人口密度為每平方千米95.7人。